# Tephrosia submontana
Tephrosia submontana är en ärtväxtart som först beskrevs av Joseph Nelson Rose, och fick sitt nu gällande namn av Lawrence Athelstan Molesworth Riley. Tephrosia submontana ingår i släktet Tephrosia och familjen ärtväxter. Inga underarter finns listade i Catalogue of Life.